# Pseudomiza serinaria
Pseudomiza serinaria là một loài bướm đêm trong họ Geometridae.